# Leichtathletik-Weltmeisterschaften 2017/Teilnehmer (Deutschland)
| Gelbes Symbol für Goldmedaillen mit stilisierten Olympischen Ringen | Graues Symbol für Silbermedaillen mit stilisierten Olympischen Ringen | Braundes Symbol für Bronzemedaillen mit stilisierten Olympischen Ringen |
| ------------------------------------------------------------------- | --------------------------------------------------------------------- | ----------------------------------------------------------------------- |
| 1                                                                   | 2                                                                     | 2                                                                       |

Der Deutsche Leichtathletik-Verband (DLV) hatte zunächst 71 Sportler für die Leichtathletik-Weltmeisterschaften 2017 in London aufgestellt, Gregor Traber musste jedoch verletzungsbedingt die Saison abbrechen. Aufgrund ihrer Leistungen wurden vom DLV Susen Küster und Christina Hering nachnominiert, sowie die bereits für die 4-mal-100-Meter-Staffel nominierte Tatjana Pinto zudem für den 100-Meter-Lauf und die bereits für die 4-mal-400-Meter-Staffel aufgestellte Ruth Sophia Spelmeyer auch für den 400-Meter-Lauf gemeldet.
Letztlich waren es 76 gemeldete Sportler (33 Männer und 43 Frauen), von denen 65 (28 Männer, 37 Frauen) an den Start gingen.

## Verzicht und Absagen
Aleixo-Platini Menga musste wegen Achillessehnen-Beschwerden auf einen Start verzichten, damit war kein deutscher Läufer über die 200 Meter am Start, nachdem sich der Deutsche Meister Julian Reus zuvor schon gegen einen Start über die halbe Stadionrunde zugunsten der 100 Meter entschieden hatte. Max Heß musste kurz vor der Dreisprungqualifikation seinen Start absagen, da sich beim Aufwärmen für den Wettbewerb Beugerprobleme bemerkbar machten. Zehnkämpfer Mathias Brugger konnte wegen Kniebeschwerden nach dem vierten von zehn Wettbewerben nicht mehr antreten. Obwohl deutsche Jahresschnellste, verzichtete Lisa Mayer auf ihren Einzelstart über 200 Meter wegen Verletzungssorgen und Trainingsrückstand, um für die 4-mal-100-Meter-Staffel vollkommen „fit und frisch“ zu sein. Über die 200 Meter konnte auch Laura Müller nicht antreten, da sie erkältet war.

## Norovirusausbruch
Beeinträchtigt wurden die Weltmeisterschaften durch einen Norovirusausbruch bei vielen Mannschaften, demzufolge etliche Sportler zu Wettkämpfen nicht antraten oder ihre volle Leistung nicht abrufen konnten als auch wegen der 48-Stunden-Quarantänevorschrift nicht starten durften. So gab man beim deutschen Team Isolation und Quarantäne aus, im Hotel waren überall Desinfektionsmittel griffbereit, das Essen wurde serviert, die Athleten und Betreuer mit Verhaltensmaßnahmen ausgerüstet, neu ankommende Athleten wurden in anderen Hotels untergebracht. Der Leitende Direktor Sport Idriss Gonschinska und sein Stab waren tagelang mit der Entwicklung immer neu anzupassender Verhaltensvorgaben, mit der Hotelsuche für die neu anreisenden Athleten und Trainer, der Koordination der zu verändernden Transfers zu den Trainings- und Wettkampfanlagen, beschäftigt, und die Athleten mussten auch bis zur Anreise eigentlich nicht geplanter neuer Therapeuten zwischenzeitlich auf physiotherapeutische Maßnahmen weitestgehend verzichten. Welche Sportler erkrankten, wurde auf Grund der Verschwiegenheitspflicht nicht bekannt gegeben.

## Ergebnisse

### Männer

#### Laufdisziplinen
| Athlet                                                                                           | Disziplin    | Vorlauf      | Vorlauf | Halbfinale         | Halbfinale         | Finale             | Finale             |
| Athlet                                                                                           | Disziplin    | Zeit         | Platz   | Zeit               | Platz              | Zeit               | Platz              |
| ------------------------------------------------------------------------------------------------ | ------------ | ------------ | ------- | ------------------ | ------------------ | ------------------ | ------------------ |
| Julian Reus                                                                                      | 100 m        | 10,25 s      | 26      | nicht qualifiziert | nicht qualifiziert | nicht qualifiziert | nicht qualifiziert |
| Marc Reuther                                                                                     | 800 m        | 1:47,78 min  | 33      | nicht qualifiziert | nicht qualifiziert | nicht qualifiziert | nicht qualifiziert |
| Timo Benitz                                                                                      | 1500 m       | 3:46,01 min  | 26      | 3:44,38 min        | 23                 | nicht qualifiziert | nicht qualifiziert |
| Homiyu Tesfaye                                                                                   | 1500 m       | 3:38,57 min  | 5       | 3:39,72 min        | 10                 | nicht qualifiziert | nicht qualifiziert |
| Richard Ringer                                                                                   | 5000 m       | 13:36,87 min | 32      |                    |                    | nicht qualifiziert | nicht qualifiziert |
| Matthias Bühler                                                                                  | 110 m Hürden | 13,52 s      | 18      | 13,79 s            | 21                 | nicht qualifiziert | nicht qualifiziert |
| Nils Brembach                                                                                    | 20 km Gehen  |              |         |                    |                    | 1:20:42 h PB       | 15                 |
| Christopher Linke                                                                                | 20 km Gehen  |              |         |                    |                    | 1:19:21 h          | 5                  |
| Hagen Pohle                                                                                      | 20 km Gehen  |              |         |                    |                    | 1:20:53 h SB       | 17                 |
| Carl Dohmann                                                                                     | 50 km Gehen  |              |         |                    |                    | 3:45:21 h PB       | 10                 |
| Karl Junghannß                                                                                   | 50 km Gehen  |              |         |                    |                    | 3:47:01 h PB       | 13                 |
| Julian Reus Robert Hering Roy Schmidt Robin Erewa nicht eingesetzt: Michael Bryan Sven Knipphals | 4 × 100 m    | 38,66 s      | 10      |                    |                    | nicht qualifiziert | nicht qualifiziert |

#### Sprung/Wurf
| Athlet            | Disziplin      | Qualifikation    | Qualifikation    | Finale             | Finale             |
| Athlet            | Disziplin      | Weite/Höhe       | Platz            | Weite/Höhe         | Platz              |
| ----------------- | -------------- | ---------------- | ---------------- | ------------------ | ------------------ |
| Eike Onnen        | Hochsprung     | 2,29 m           | 10               | 2,20 m             | 10                 |
| Mateusz Przybylko | Hochsprung     | 2,31 m           | 4                | 2,29 m             | 5                  |
| Raphael Holzdeppe | Stabhochsprung | 5,70 m           | 5                | NM                 | NM                 |
| Julian Howard     | Weitsprung     | 7,72 m           | 22               | nicht qualifiziert | nicht qualifiziert |
| Max Heß           | Dreisprung     | DNS              | DNS              | –––                | –––                |
| David Storl       | Kugelstoßen    | 21,41 m          | 2                | 20,80 m            | 10                 |
| Robert Harting    | Diskuswurf     | 65,32 m          | 3                | 65,10 m            | 6                  |
| Martin Wierig     | Diskuswurf     | NM               | NM               | –––                | –––                |
| Andreas Hofmann   | Speerwurf      | 85,62 m          | 5                | 83,98 m            | 8                  |
| Thomas Röhler     | Speerwurf      | 83,87 m          | 8                | 88,26 m            | 4                  |
| Johannes Vetter   | Speerwurf      | 91,20 m          | 1                | 89,89 m            | Gold               |
| Lars Hamann       | Speerwurf      | DNS (Ersatzmann) | DNS (Ersatzmann) | –––                | –––                |

#### Zehnkampf
| Athlet          | Disziplin        | 100 m            | Weit-sprung      | Kugel-stoßen     | Hoch-sprung      | 400 m            | 110 m Hürden     | Diskus-wurf      | Stabhoch-sprung  | Speer-wurf       | 1500 m           | Punkte           | Platz            |
| --------------- | ---------------- | ---------------- | ---------------- | ---------------- | ---------------- | ---------------- | ---------------- | ---------------- | ---------------- | ---------------- | ---------------- | ---------------- | ---------------- |
| Mathias Brugger | Ergebnis         | 11,15 s          | 7,18 m           | 14,80 m          | 1,90 m           | DNS              | −                | −                | −                | −                | −                | DNF              | −                |
| Mathias Brugger | Punkte           | 827              | 857              | 777              | 714              | DNS              | −                | −                | −                | −                | −                | DNF              | −                |
| Rico Freimuth   | Ergebnis         | 10,53 s SB       | 7,48 m           | 14,85 m          | 1,99 m           | 48,41 s SB       | 13,68 s SB       | 51,17 m          | 4,80 m           | 62,34 m SB       | 4:41,57 min      | 8564             | Silber           |
| Rico Freimuth   | Punkte           | 968              | 930              | 780              | 794              | 889              | 1016             | 895              | 849              | 773              | 670              | 8564             | Silber           |
| Kai Kazmirek    | Ergebnis         | 10,91 s SB       | 7,64 m SB        | 13,78 m          | 2,11 m SB        | 47,19 s SB       | 14,66 s          | 45,06 m          | 5,10 m           | 62,45 m SB       | 4:38,07 min SB   | 8488 SB          | Bronze           |
| Kai Kazmirek    | Punkte           | 881              | 970              | 715              | 906              | 949              | 891              | 768              | 941              | 775              | 692              | 8488 SB          | Bronze           |
| Luca Wieland    | DNS (Ersatzmann) | DNS (Ersatzmann) | DNS (Ersatzmann) | DNS (Ersatzmann) | DNS (Ersatzmann) | DNS (Ersatzmann) | DNS (Ersatzmann) | DNS (Ersatzmann) | DNS (Ersatzmann) | DNS (Ersatzmann) | DNS (Ersatzmann) | DNS (Ersatzmann) | DNS (Ersatzmann) |

### Frauen

#### Laufdisziplinen
| Athletin | Disziplin        | Vorlauf               | Vorlauf               | Halbfinale         | Halbfinale         | Finale             | Finale             |
| Athletin | Disziplin        | Zeit                  | Platz                 | Zeit               | Platz              | Zeit               | Platz              |
| --- | ---------------- | --------------------- | --------------------- | ------------------ | ------------------ | ------------------ | ------------------ |
| Gina Lückenkemper | 100 m            | 10,95 s PB            | 1                     | 11,16 s            | 14                 | nicht qualifiziert | nicht qualifiziert |
| Tatjana Pinto | 100 m            | DSQ                   | DSQ                   | –––                | –––                | –––                | –––                |
| Rebekka Haase | 200 m            | 22,99 s               | 11                    | 23,03 s            | 12                 | nicht qualifiziert | nicht qualifiziert |
| Laura Müller | 200 m            | DNS                   | DNS                   | –––                | –––                | –––                | –––                |
| Ruth Sophia Spelmeyer | 400 m            | 51,72 s SB            | 16                    | 51,77 s            | 14                 | nicht qualifiziert | nicht qualifiziert |
| Christina Hering | 800 m            | 2:01,13 min           | 11                    | 2:02,69 min        | 23                 | nicht qualifiziert | nicht qualifiziert |
| Hanna Klein | 1500 m           | 4:09,32 min           | 30                    | 4:04,45 min        | 7                  | 4:06,22 min        | 11                 |
| Konstanze Klosterhalfen | 1500 m           | 4:03,60 min           | 10                    | 4:06,58 min        | 16                 | nicht qualifiziert | nicht qualifiziert |
| Alina Reh | 5000 m           | 15:10,01 min PB       | 17                    |                    |                    | nicht qualifiziert | nicht qualifiziert |
| Katharina Heinig | Marathon         |                       |                       |                    |                    | 2:39:59 h SB       | 39                 |
| Fate Tola | Marathon         |                       |                       |                    |                    | 2:33:39 h          | 22                 |
| Pamela Dutkiewicz | 100 m Hürden     | 12,74 s               | 4                     | 12,71 s            | 3                  | 12,72 s            | Bronze             |
| Nadine Hildebrand | 100 m Hürden     | 13,14 s               | 24                    | nicht qualifiziert | nicht qualifiziert | nicht qualifiziert | nicht qualifiziert |
| Franziska Hofmann | 100 m Hürden     | DNS (Ersatzstarterin) | DNS (Ersatzstarterin) | –––                | –––                | –––                | –––                |
| Ricarda Lobe | 100 m Hürden     | 13,08 s               | 21                    | 13,11 s            | 17                 | nicht qualifiziert | nicht qualifiziert |
| Jackie Baumann | 400 m Hürden     | 57,59 s               | 34                    | nicht qualifiziert | nicht qualifiziert | nicht qualifiziert | nicht qualifiziert |
| Gesa Felicitas Krause | 3000 m Hindernis | 9:39,86 min           | 15                    |                    |                    | 9:23,87 min        | 9                  |
| Tatjana Pinto Lisa Mayer Gina Lückenkemper Rebekka Haase nicht eingesetzt: Alexandra Burghardt Amelie-Sophie Lederer Lara Matheis              | 4 × 100 m        | 42,34 s               | 3                     |                    |                    | 42,36 s            | 4                  |
| Ruth Sophia Spelmeyer Laura Müller Nadine Gonska Hannah Mergenthaler (nur Finale) Svea Köhrbrück (nur Vorlauf) nicht eingesetzt: Lara Hoffmann | 4 × 400 m        | 3:26,24 min SB        | 5                     |                    |                    | 3:27,45 min        | 6                  |

#### Sprung/Wurf
| Athletin                   | Disziplin      | Qualifikation         | Qualifikation         | Finale             | Finale             |
| Athletin                   | Disziplin      | Weite/Höhe            | Platz                 | Weite/Höhe         | Platz              |
| -------------------------- | -------------- | --------------------- | --------------------- | ------------------ | ------------------ |
| Marie-Laurence Jungfleisch | Hochsprung     | 1,92 m                | 11                    | 1,95 m             | 4                  |
| Friedelinde Petershofen    | Stabhochsprung | 4,20 m                | 20                    | nicht qualifiziert | nicht qualifiziert |
| Lisa Ryzih                 | Stabhochsprung | 4,55 m                | 2                     | 4,65 m             | 5                  |
| Silke Spiegelburg          | Stabhochsprung | 4,35 m                | 14                    | nicht qualifiziert | nicht qualifiziert |
| Claudia Salman-Rath        | Weitsprung     | 6,52 m                | 6                     | 6,54 m             | 10                 |
| Alexandra Wester           | Weitsprung     | 6,27 m                | 23                    | nicht qualifiziert | nicht qualifiziert |
| Neele Eckhardt             | Dreisprung     | 14,07 m               | 11                    | 13,97 m            | 12                 |
| Kristin Gierisch           | Dreisprung     | 14,25 m               | 5                     | 14,33 m            | 5                  |
| Sara Gambetta              | Kugelstoßen    | 17,71 m               | 13                    | nicht qualifiziert | nicht qualifiziert |
| Julia Harting              | Diskuswurf     | 61,70 m               | 11                    | 61,34 m            | 9                  |
| Nadine Müller              | Diskuswurf     | 63,35 m               | 6                     | 64,13 m            | 6                  |
| Anna Rüh                   | Diskuswurf     | 60,78 m               | 14                    | nicht qualifiziert | nicht qualifiziert |
| Claudine Vita              | Diskuswurf     | DNS (Ersatzstarterin) | DNS (Ersatzstarterin) | –––                | –––                |
| Kathrin Klaas              | Hammerwurf     | 70,33 m               | 12                    | 68,91 m            | 11                 |
| Susen Küster               | Hammerwurf     | 62,33 m               | 30                    | nicht qualifiziert | nicht qualifiziert |
| Christin Hussong           | Speerwurf      | 60,86 m               | 17                    | nicht qualifiziert | nicht qualifiziert |
| Katharina Molitor          | Speerwurf      | 65,37 m SB            | 3                     | 63,75 m            | 7                  |

#### Siebenkampf
| Athletin            | Disziplin | 100 m Hürden | Hochsprung | Kugelstoßen | 200 m   | Weitsprung | Speerwurf  | 800 m       | Punkte | Platz  |
| ------------------- | --------- | ------------ | ---------- | ----------- | ------- | ---------- | ---------- | ----------- | ------ | ------ |
| Claudia Salman-Rath | Ergebnis  | 13,52 s      | 1,74 m SB  | 12,84 m     | 23,92 s | 6,55 m     | 40,70 m SB | 2:07,37 min | 6362   | 8      |
| Claudia Salman-Rath | Punkte    | 1047         | 903        | 717         | 988     | 1023       | 681        | 1003        | 6362   | 8      |
| Carolin Schäfer     | Ergebnis  | 13,09 s      | 1,86 m PB  | 14,84 m PB  | 23,58 s | 6,20 m     | 49,99 m    | 2:15,34 min | 6696   | Silber |
| Carolin Schäfer     | Punkte    | 1111         | 1054       | 850         | 1021    | 912        | 860        | 888         | 6696   | Silber |